# Gerd Richardt
Gerd Richardt (* 1953 in Binz) ist ein deutscher Redakteur und Autor. 
Gerd Richardt studierte Germanistik und Anglistik an der Universität Rostock. Von 1987 bis 1990 war er Redakteur am Sender Rostock, danach bei den Norddeutschen Neuesten Nachrichten. Er war Lektor beim Hinstorff Verlag und ist seit 2000 Redakteur der Ostsee-Zeitung.

## Schriften
- Zu Entwicklungstendenzen der niederdeutschen Bühnenliteratur in der DDR bis 1952/53. Rostock 1987 (Diss.)
- mit Harry Hardenberg: Erleben Sie Usedom. Rostock 1998, ISBN 3-356-00764-5
- Was gibt es da zu lachen? Rostock 2011, ISBN 978-3-356-01417-4
- mit Wolfgang Siegmund: John Brinckman. Die Bildbiografie. Rostock 2014, ISBN 978-3-356-01815-8
- "Was aus einem richtigen Rostocker Stadtkinde alles werden kann." Inwiefern wurde John Brinckmans Denken und Schaffen von der Hafenstadt Rostock geprägt? In: Bunners, Stellmacher und Grote: Norddeutsche Dichterorte – ihre Spuren in den Werken von Schriftstellern. Hinstorff: Rostock 2015, S. 22–29, ISBN 978-3-356-01920-9